# Lisa Loring

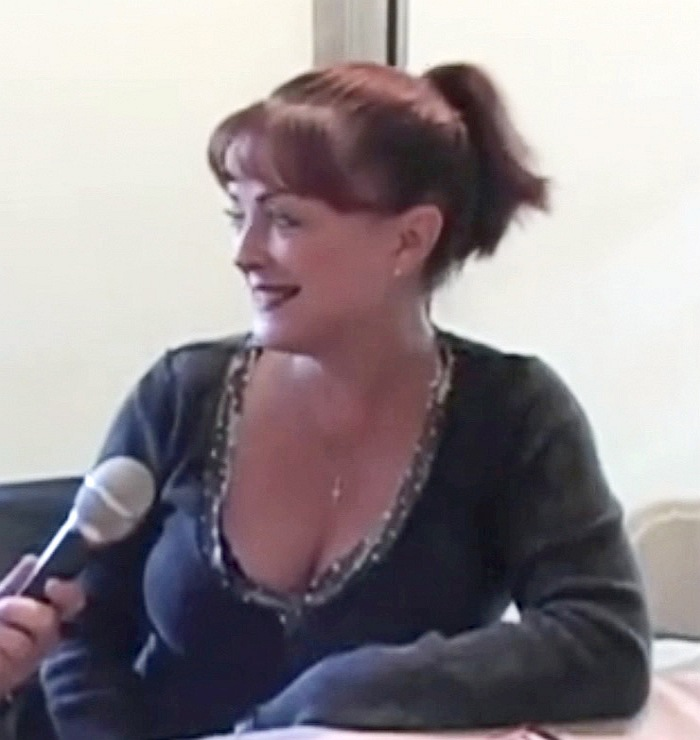
Lisa Loring (2009)

Lisa Loring (geboren am 16. Februar 1958 im Treuhandgebiet der Pazifischen Inseln, heute Marshallinseln; gestorben am 28. Januar 2023 in Los Angeles; bürgerlicher Name: Lisa Ann DeCinces) war eine US-amerikanische Schauspielerin. Bekanntheit erlangte sie durch ihre Darstellung der Wednesday Addams in der Serie The Addams Family Mitte der 1960er Jahre.

## Leben
Lisa Loring wurde 1958 als Tochter zweier Angehöriger der US-Navy auf den Marshall-Inseln geboren. Ihre Eltern trennten sich kurz nach ihrer Geburt und ließen sich wenig später scheiden. Mit ihrer Mutter zog sie zunächst nach Hawaii und später nach Los Angeles.
Im Alter von drei Jahren begann sie zu modeln. Ihr Kameradebüt hatte sie 1964 mit einer Gastrolle in der Arztserie Dr. Kildare neben Richard Chamberlain.
Im September 1964 wurde die damals sechsjährige Loring für die Rolle der Wednesday Addams in der Fernsehserie The Addams Family gecastet, nachdem sie Regisseur David Levy durch ihr Auftreten mit langen dunklen Haaren und weißen Handschuhen besonders aufgefallen war. Sie spielte in fast allen der 64 Folgen mit, obwohl sie zeitweilig noch nicht lesen und schreiben konnte. Ihre Darbietung war maßgeblich für die Rolle und wurde von ihren beiden Nachfolgerinnen Christina Ricci und Jenna Ortega als Vorbild genommen.
Nach der Einstellung der Serie besuchte sie erstmals eine reguläre Schule und trat für rund ein Jahrzehnt in keiner weiteren Filmproduktion auf. 1977 kehrte sie für den Fernsehfilm Halloween with the New Addams Family vor die Kamera zurück und nahm danach weitere Film- und Fernsehangebote wahr. Laut ihrer Tochter war Loring nicht begeistert von der Schauspielerei, die sie als Kind eher zufällig berühmt gemacht hatte, aber sah diese als alleinerziehende Mutter als eine Einkommensmöglichkeit. Unter anderem hatte sie Anfang der 1980er-Jahre eine feste Rolle in der Seifenoper As the World Turns und stand bis 2015 für diverse B-Filme vor der Kamera.

## Privates
Loring war viermal verheiratet. Ihre erste Ehe ging sie bereits 1973 als 15-Jährige mit ihrer Jugendliebe ein, mit 16 wurde sie Mutter einer Tochter. Die Ehe ging bereits ein Jahr später zu Ende. Von 1980 bis 1983 war sie mit Doug Stevenson verheiratet. Aus dieser Ehe stammt eine weitere Tochter. Ihre 1987 geschlossene Ehe mit dem Pornodarsteller Jerry Butler erregte besondere mediale Aufmerksamkeit; das Paar ließ sich 1992 scheiden. Ihre vierte Ehe ging sie 2003 ein. Seit 2008 von ihrem letzten Ehemann getrennt, ließ sie sich sechs Jahre später scheiden.
Zeit ihres Lebens litt Loring mehrfach unter Drogenproblemen. Sie starb am 28. Januar 2023 an den Folgen eines vier Tage zuvor erlittenen Schlaganfalls im Alter von 64 Jahren.

## Filmographie (Auswahl)
- 1964: Dr. Kildare (Fernsehserie, Folge: Maybe Love Will Save My Appartement House)
- 1964–1966: The Addams Family (Fernsehserie, 64 Folgen)
- 1966: The Pruitts of Southampton (Fernsehserie, unbekannte Anzahl an Folgen)
- 1977: Halloween with the New Addams Family (Fernsehfilm)
- 1978: Fantasy Island (Fernsehserie, Folge: Staffel 2, Episode 10)
- 1978/1979: Barnaby Jones (Fernsehserie, 2 Folgen)
- 1981: Blondes Have More Fun[7]
- 1981–1983: Jung und Leidenschaftlich – Wie das Leben so spielt (As the World Turns; Fernseh-Seifenoper, wiederkehrende Rolle)
- 1987: Savage Harbor
- 1987: Bloody Frenzy
- 1988: Iced – Der Tod auf Skiern (Iced)
- 2014: Way Down in Chinatown
- 2015: Doctor Spine